# Критика чистого розуму
«Критика чистого розуму» (нім. Kritik der reinen Vernunft) — філософська праця Іммануеля Канта, вперше опублікована в 1781 році. Вважається однією з найбільш фундаментальних робіт в історії філософії і головним твором філософа. Ключове питання «Критики» — дослідження пізнавальної можливості розуму, у відриві від знань, одержуваних емпіричним шляхом, тобто шляхом досвіду. На шляху свого дослідження філософ висвітлює питання простору і часу, можливості доказу за допомогою розуму існування Бога та інші.
Твір є результатом більш ніж десятирічного обмірковування, проте написання самого тексту зайняло кілька місяців.
Ймовірно, «Критика» є об'єднанням текстів, написаних автором протягом декількох років. В результаті після виходу роботи в світ, читачі скаржилися на її зайву складність, що заважало розумінню ідей автора. Для запобігання можливих невірних тлумачень, в 1783 Кантом були видані «Пролегомени до кожної майбутньої метафізики, що може з'явитися як наука», а в 1787 році вийшло друге видання «Критики». Той, хто вперше приступає до читання роботи, незмінно виявляється збентеженим її складністю і заплутаністю. Почасти це пояснюється тим, що Кант був, в першу чергу, університетським професором і перебував під впливом  традиції написання філософських робіт, основоположниками якої були Християн Вольф і Александер Готліб Баумгартен. Характерними рисами при цьому виступали використання специфічної мови, своєрідний розподіл тексту на частини і прагнення домогтися повноти  висвітлення досліджуваного питання. За твердженням Нормана Кемпа Сміта, «Критика» не є єдиною струнко вибудованою системою, вона скоріше є викладом спроб Канта сформулювати і розв'язати ті проблемні питання, які виникають в процесі дослідження.

## Зміст книги
Основну тему книги складає поняття трансцендентального, яке розкривається у «Трансцендентальній естетиці» (про простір і час як апріорні форми споглядання) і «Трансцендентальній логіці». Остання складається з «Трансцендентальної аналітики» (про категорії розуму) і «Трансцендентальної діалектики» (про антиномії розуму).
Поняття трансцендентального виступає в опозиції поняттю емпіричне і позначає те, завдяки чому можливий досвід, таким чином основним змістом «Критики чистого розуму» є гносеологія.
Кант починає свої міркування зі специфічної класифікації суджень. Він виділяє судження на синтетичні - аналітичні та апріорні - апостеріорні.
Синтетичними називаються судження, що несуть нове знання, що не міститься в понятті, яке є їх суб'єктом.
Аналітичними називаються судження, які всього лише розкривають властивості, притаманні поняттю суб'єкта, що містяться в ньому самому, і не несуть нового знання.
З іншого боку, апріорні судження (лат. a priori) не потребують дослідної перевірки своєї істинності, а для апостеріорних (лат. a posteriori) необхідна емпірична верифікація. Кант зауважує, що синтетичні судження найчастіше апостеріорні, а аналітичні - апріорні.
Сам Кант наводить такі приклади: «Усі тіла протяжні» - аналітичне судження. Справді, не потрібно вдаватися до досвіду, щоб переконатися в тому, що будь-яке тіло розгорнуто в просторі (має довжину, ширину, висоту); ця ознака - істотний у змісті поняття «тіло». Тобто вказане судження - апріорне. З іншого боку, «Усі тіла мають вагу» - синтетичне судження. І хоча ми знаємо, що навіть найлегше тіло має вагу, дізнаємося ми це не зі змісту поняття, а, швидше, з курсу фізики. Тобто - це судження апостеріорне.
Разом з тим, Кант зауважує, що існує особливий вид суджень, і судження цього виду лежать в основі багатьох наук як принципи. Це синтетичні, і одночасно апріорні судження. Питання «Як можливі синтетичні апріорні судження?» - фундамент подальшої побудови роботи «Критика чистого розуму».

## Видання

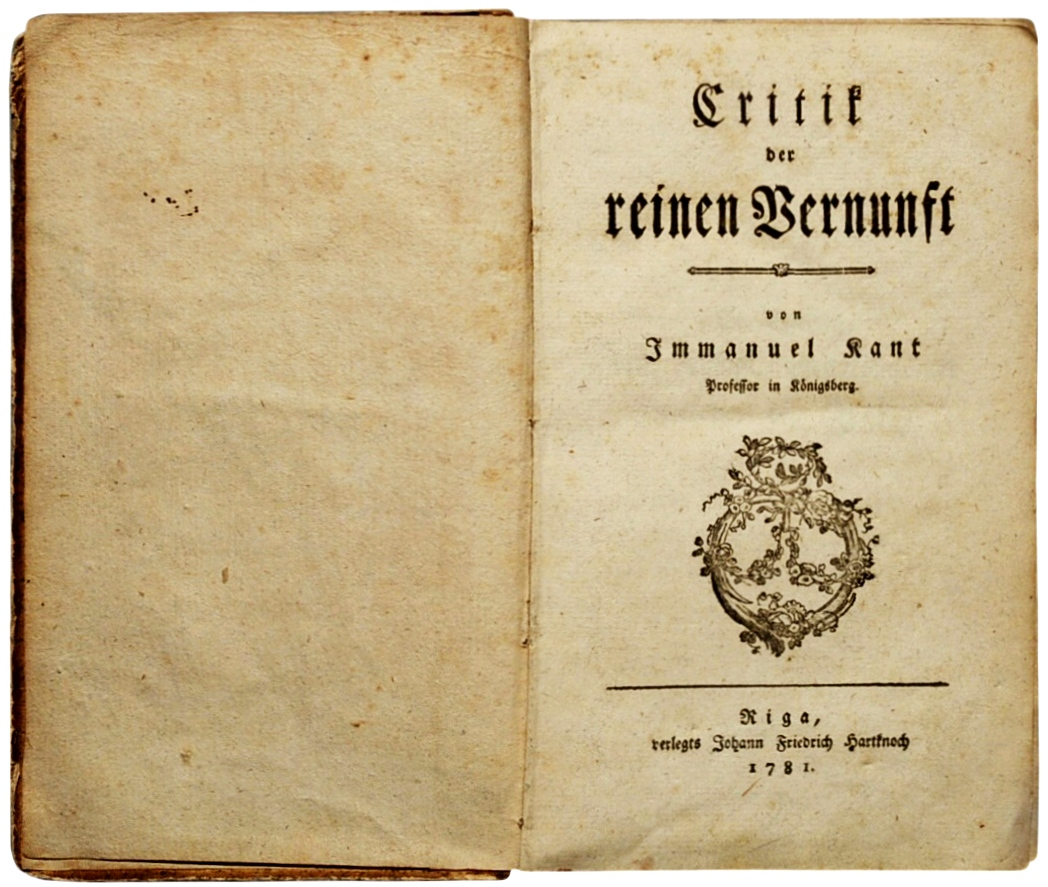
Титульний аркуш першого видання

### Українською
- Іммануель Кант. Критика чистого розуму. Переклад з німецької Ігоря Бурковського. Київ: Юніверс, 2000. 504 с. ISBN 966-7305-32-5

### Німецькою
- Immanuel Kant: Critik der reinen Vernunft. Riga, 1781. Digitalisat und Volltext im Deutsches Textarchiv.
- Immanuel Kant: Kritik der reinen Vernunft. Meiner Verlag, Hamburg 1998, ISBN 3-7873-1319-2. Mit einer ausführlichen Bibliographie von Heiner Klemme

- Wilhelm Weischedel (Hrsg.), Immanuel Kant: Kritik der reinen Vernunft. Suhrkamp, Frankfurt am Main 1974, ISBN 3-518-27655-7.

- Immanuel Kant: Theoretische Philosophie. Textausgabe und Kommentar. von Georg Mohr neu edierte und kommentierte Ausg. zum Kant-Jubiläum. Suhrkamp, Frankfurt 2004, ISBN 3-518-29118-1.
  - Band 1: Kritik der reinen Vernunft.
  - Band 2: Prolegomena zu einer jeden künftigen Metaphysik, die als Wissenschaft wird auftreten können ; Welches sind die wirklichen Fortschritte, die die Metaphysik seit Leibnizens und Wolffs Zeiten in Deutschland gemacht hat?
  - Band 3: Werkkommentar und Stellenkommentar zur Kritik der reinen Vernunft, zu den Prolegomena und zu den Fortschritten der Metaphysik.

- Immanuel Kant: Werke. Gruyter Verlag. Akademie Textausgabe (Nachdruck 1968, 9 Bände. Photomechanischer Abdruck des Textes der von der Preußischen Akademie der Wissenschaften 1902 begonnenen Ausgabe von Kants gesammelten Schriften.)
  - Band 3: Kritik der reinen Vernunft. ISBN 978-3-11-001436-5. (Nachdruck der 2. Auflage 1787)
  - Band 4: u. a.: Kritik der reinen Vernunft. ISBN 978-3-11-001437-2. (Nachdruck der 1. Auflage 1781)

- Immanuel Kant: Die drei Kritiken in ihrem Zusammenhang mit dem Gesamtwerk. Mit verbindendem Text zusammengefasst von Raymund Schmidt. Kröner, Stuttgart 1975, ISBN 3-520-10411-3. (= Kröners Taschenausgabe, 104.) (kommentierte Textauswahl)